# Fédération de Mongolie de football

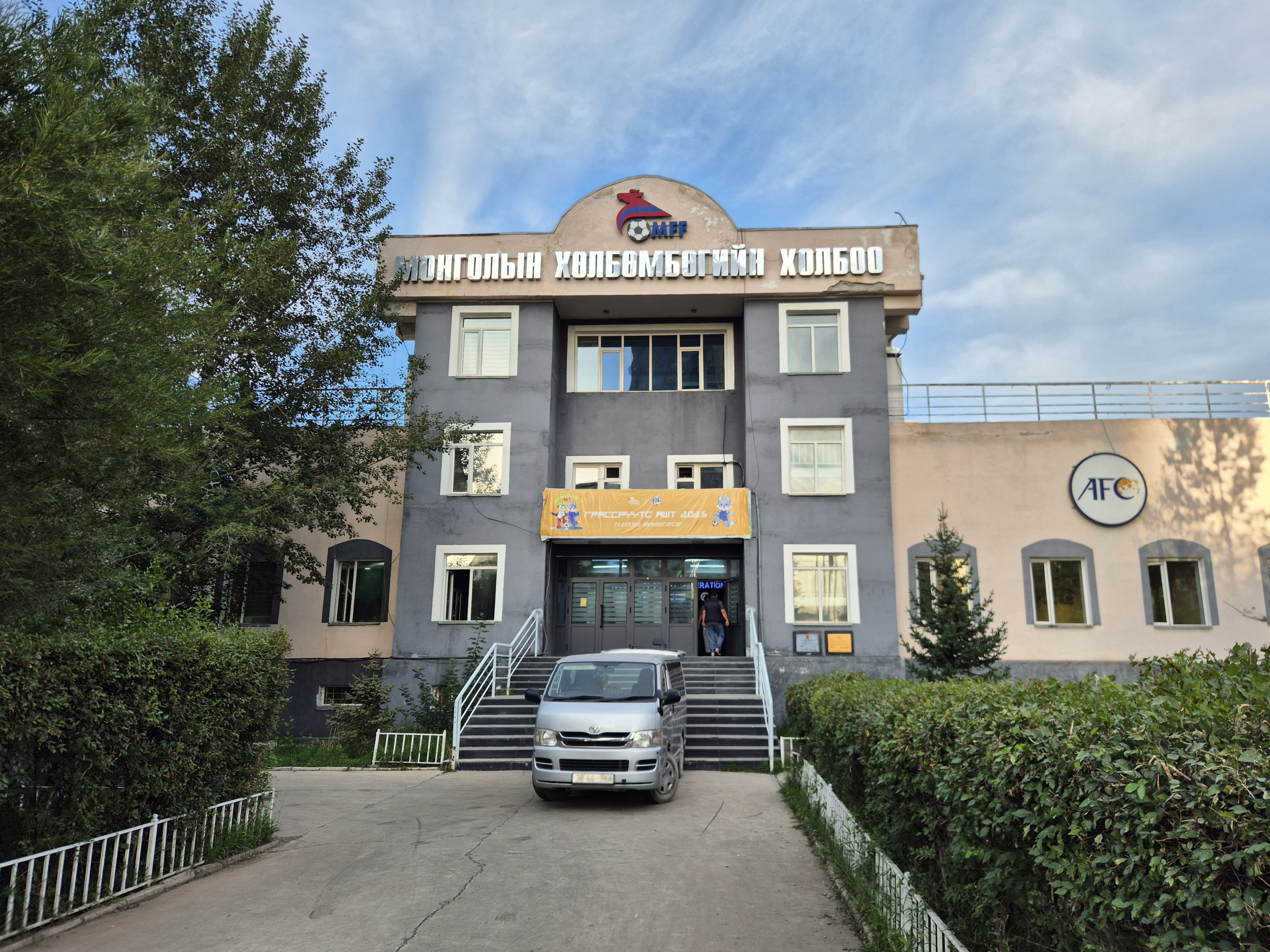
Fédération de Mongolie de football

La Fédération de Mongolie de football (en mongol : Монголын Хөлбөмбөгийн Холбоо) (Mongolian Football Federation (en) MFF) est une association regroupant les clubs de football de Mongolie et organisant les compétitions nationales et les matchs internationaux de la sélection de Mongolie.
La fédération nationale de Mongolie est fondée en 1959. Elle est affiliée à la FIFA depuis 1998 et est membre de l'AFC depuis 1998 également.